# Saint-Just-Ibarre
Saint-Just-Ibarre (baskisch: Donaixti-Ibarre) ist eine Gemeinde im französischen Baskenland mit 195 Einwohnern (Stand: 1. Januar 2022) im Département Pyrénées-Atlantiques in der Region Nouvelle-Aquitaine. Sie gehört zum Arrondissement Bayonne und zum Kanton Pays de Bidache, Amikuze et Ostibarre (bis 2015: Kanton Iholdy). Die Einwohner werden Donaixtiar genannt.

## Geografie
Saint-Just-Ibarre liegt etwa 25 Kilometer südöstlich von Bayonne im Süden der historischen Provinz Basse-Navarre in den westlichen Pyrenäen am Bidouze. Umgeben wird Saint-Just-Ibarre von den Nachbargemeinden Bunus und Juxue im Norden, Pagolle im Nordosten, Musculdy im Osten und Nordosten, Aussurucq im Süden und Südosten, Hosta im Süden und Südwesten sowie Ibarrolle im Westen und Nordwesten.

## Einwohnerentwicklung
| Jahr                      | 1962 | 1968 | 1975 | 1982 | 1990 | 1999 | 2006 | 2013 |
| Einwohner                 | 400  | 404  | 374  | 304  | 292  | 255  | 226  | 233  |
| Quelle: Cassini und INSEE |      |      |      |      |      |      |      |      |

## Sehenswürdigkeiten
- Kirche Saint-Just-et-Bon-Pasteur von 1751
- Kapelle L’Assomption de la Sainte Vierge in Ibarre aus dem 15. Jahrhundert
- alte Kapelle Saint-Jacques aus dem 18. Jahrhundert in der Ortschaft Donaïki

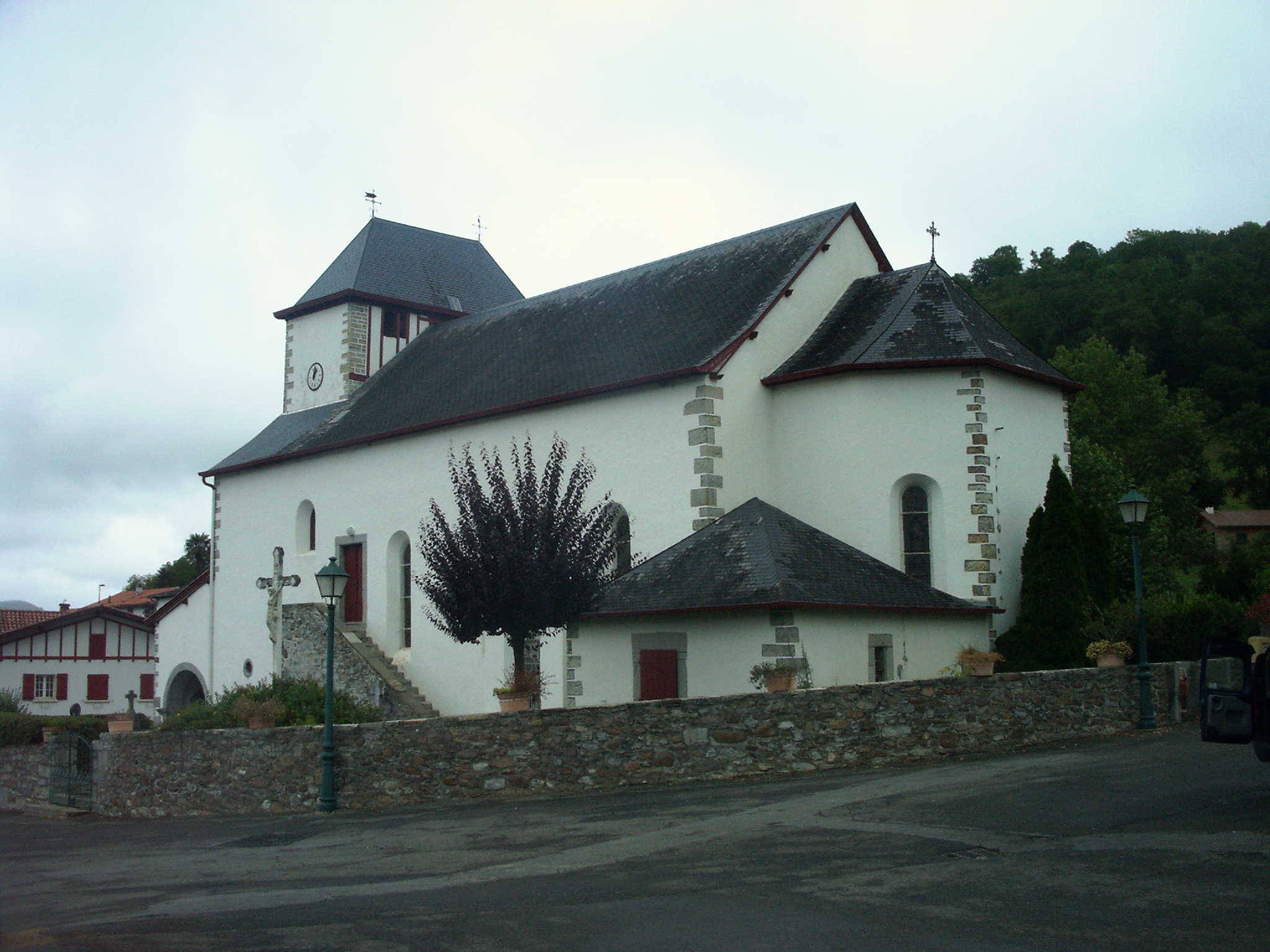
Kirche Saint-Just-et-Bon-Pasteur